# Смолянська сільська рада (Кодимський район)
Смоля́нська сільська́ ра́да — адміністративно-територіальна одиниця та орган місцевого самоврядування в Кодимському районі Одеської області. Адміністративний центр — село Смолянка.

## Загальні відомості
Смолянська сільська рада утворена в 1939 році.
- Територія ради: 20,14 км²
- Населення ради: 434 особи (станом на 2001 рік)

## Населені пункти
Сільській раді підпорядковані населені пункти:
- с. Смолянка

## Населення
За переписом населення України 2001 року в сільській раді мешкали 434 особи.

### Мова
Розподіл населення за рідною мовою за даними перепису 2001 року:
| Мова       | Відсоток |
| ---------- | -------- |
| українська | 97,24 %  |
| російська  | 1,84 %   |
| молдовська | 0,92 %   |

## Склад ради
Рада складається з 12 депутатів та голови.
- Голова ради: Кобець Григорій Федорович
- Секретар ради: Заворотна Наталя Миколаївна

### Керівний склад попередніх скликань
| Прізвище, ім'я, по батькові | Основні відомості                                                                       | Дата обрання | Дата звільнення |
| --------------------------- | --------------------------------------------------------------------------------------- | ------------ | --------------- |
| Кобець Григорій Федорович   | Сільський голова, 1954 року народження, освіта середня спеціальна, член Народної партії | 26.03.2006   | 31.10.2010      |
| Кобець Григорій Федорович   | Сільський голова, 1954 року народження, освіта середня спеціальна, член Народної партії | 31.10.2010   |                 |

Примітка: таблиця складена за даними сайту Верховної Ради України

### Депутати
За результатами місцевих виборів 2010 року депутатами ради стали:

#### За суб'єктами висування
| Суб'єкт висування                                       | Кількість обраних депутатів | %    |
| ------------------------------------------------------- | --------------------------- | ---- |
| Партія регіонів                                         | 7                           | 58,3 |
| Самовисування                                           | 4                           | 33,3 |
| Політична партія Всеукраїнське об'єднання «Батьківщина» | 1                           | 8,3  |

#### За округами
| № округу                                                | Прізвище, ім'я, по батькові   | Дата визнання обраним | Освіта             | Партійна приналежність                        | Відомості про обраного депутата                |
| ------------------------------------------------------- | ----------------------------- | --------------------- | ------------------ | --------------------------------------------- | ---------------------------------------------- |
| Партія регіонів                                         |                               |                       |                    |                                               |                                                |
| 3                                                       | Кучер Валентина Петрівна      | 01.11.2010            | вища               | член Партії регіонів                          | Смолянська загальноосвітня школа, вчитель      |
| 4                                                       | Тодосієнко Володимир Іванович | 01.11.2010            | середня спеціальна | позапартійний                                 | тимчасово не працює                            |
| 5                                                       | Білоус Світлана Миколаївна    | 01.11.2010            | середня спеціальна | член Партії регіонів                          | Смолянська загальноосвітня школа, техпрацівник |
| 6                                                       | Томіна Меланія Іванівна       | 01.11.2010            | вища               | член Партії регіонів                          | Смолянська загальноосвітня школа, вчитель      |
| 9                                                       | Юрковська Любов Федорівна     | 01.11.2010            | вища               | позапартійна                                  | Смолянська загальноосвітня школа, вчитель      |
| 10                                                      | Каліон Тетяна Федорівна       | 01.11.2010            | вища               | член Партії регіонів                          | пенсіонер                                      |
| 12                                                      | Бондар Іван Борисович         | 01.11.2010            | середня спеціальна | позапартійний                                 | фермерське господарство «Пегас», тракторист    |
| Політична партія Всеукраїнське об'єднання «Батьківщина» |                               |                       |                    |                                               |                                                |
| 8                                                       | Долга Галина Володимирівна    | 01.11.2010            | середня спеціальна | член Всеукраїнського об'єднання «Батьківщина» | тимчасово не працює                            |
| Самовисування                                           |                               |                       |                    |                                               |                                                |
| 1                                                       | Петришен Микола Германович    | 15.11.2010            | середня спеціальна | позапартійний                                 | пенсіонер                                      |
| 2                                                       | Заворотний Ігор Анатолійович  | 01.11.2010            | середня спеціальна | позапартійний                                 | Смолянська загальноосвітня школа, завгосп      |
| 7                                                       | Заворотна Наталія Миколаївна  | 01.11.2010            | середня спеціальна | член Народної партії                          | сільська рада, секретар                        |
| 11                                                      | Горбатюк Михайло Миколайович  | 01.11.2010            | середня спеціальна | позапартійний                                 | фермерське господарство, директор              |